# Евансбург (Пенсільванія)
Евансбург (англ. Evansburg) — переписна місцевість (CDP) в США, в окрузі Монтгомері штату Пенсільванія. Населення — 2410 осіб (2020).

## Географія
Евансбург розташований за координатами 40°11′24″ пн. ш. 75°26′5″ зх. д. / 40.19000° пн. ш. 75.43472° зх. д. (40.189936, -75.434800).  За даними Бюро перепису населення США в 2010 році переписна місцевість мала площу 3,90 км², уся площа — суходіл.

## Демографія
Згідно з переписом 2010 року, у переписній місцевості мешкало 2129 осіб у 755 домогосподарствах у складі 570 родин. Густота населення становила 546 осіб/км².  Було 784 помешкання (201/км²).
Расовий склад населення:
| - 82,8 % — білих - 12,6 % — азіатів - 2,7 % — чорних або афроамериканців - 0,1 % — корінних американців |

До двох чи більше рас належало 1,5 %. Частка іспаномовних становила 2,5 % від усіх жителів.
За віковим діапазоном населення розподілялося таким чином: 26,4 % — особи молодші 18 років, 64,0 % — особи у віці 18—64 років, 9,6 % — особи у віці 65 років та старші. Медіана віку мешканця становила 39,5 року. На 100 осіб жіночої статі у переписній місцевості припадало 97,3 чоловіків;  на 100 жінок у віці від 18 років та старших — 97,7 чоловіків також старших 18 років.
Середній дохід на одне домашнє господарство  становив 146 935 доларів США (медіана — 116 731), а середній дохід на одну сім'ю — 169 977 доларів (медіана — 166 815). Медіана доходів становила 88 158 доларів для чоловіків та 63 942 долари для жінок. За межею бідності перебувало 3,7 % осіб, у тому числі 0,0 % дітей у віці до 18 років та 9,2 % осіб у віці 65 років та старших.
Цивільне працевлаштоване населення становило 1347 осіб. Основні галузі зайнятості: освіта, охорона здоров'я та соціальна допомога — 27,1 %, науковці, спеціалісти, менеджери — 18,6 %, виробництво — 14,4 %.